# Quan hệ Tây Ban Nha – Việt Nam
Quan hệ Tây Ban Nha – Việt Nam (tiếng Tây Ban Nha: Relaciones España y Vietnam) gọi tắt là quan hệ Việt – Tây, là mối quan hệ hợp tác giữa 2 quốc gia là Vương quốc Tây Ban Nha và Cộng hòa Xã hội chủ nghĩa Việt Nam. Mối quan hệ được thiết lập ngày 23 tháng 5 năm 1977. Trên thực tế mối quan hệ Việt Nam Tây Ban Nha đã có thời gian gắn bó lâu dài trong lịch sử.
Trong chuyến thăm Vương quốc Tây Ban Nha của Chủ tịch nước Nguyễn Minh Triết tháng 12 năm 2009, Quốc vương Juan Carlos và Chủ tịch nước Nguyễn Minh Triết đã ra tuyên bố chung nâng cấp mối quan hệ trở thành đối tác chiến lược giữa hai nước.

## Lịch sử

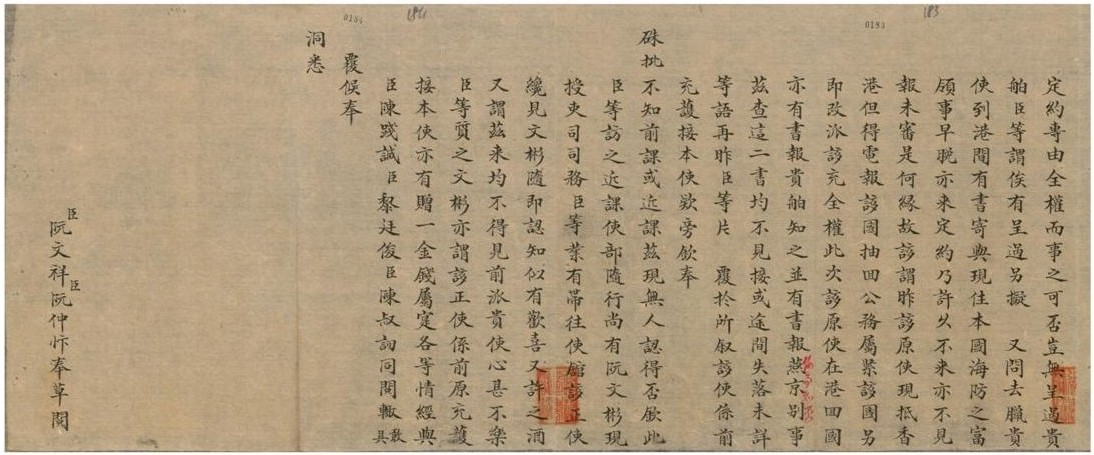
Bản tấu của Nguyễn Văn Tường về việc bàn định ước với Tây Ban Nha, năm Tự Đức thứ 32 (1879)

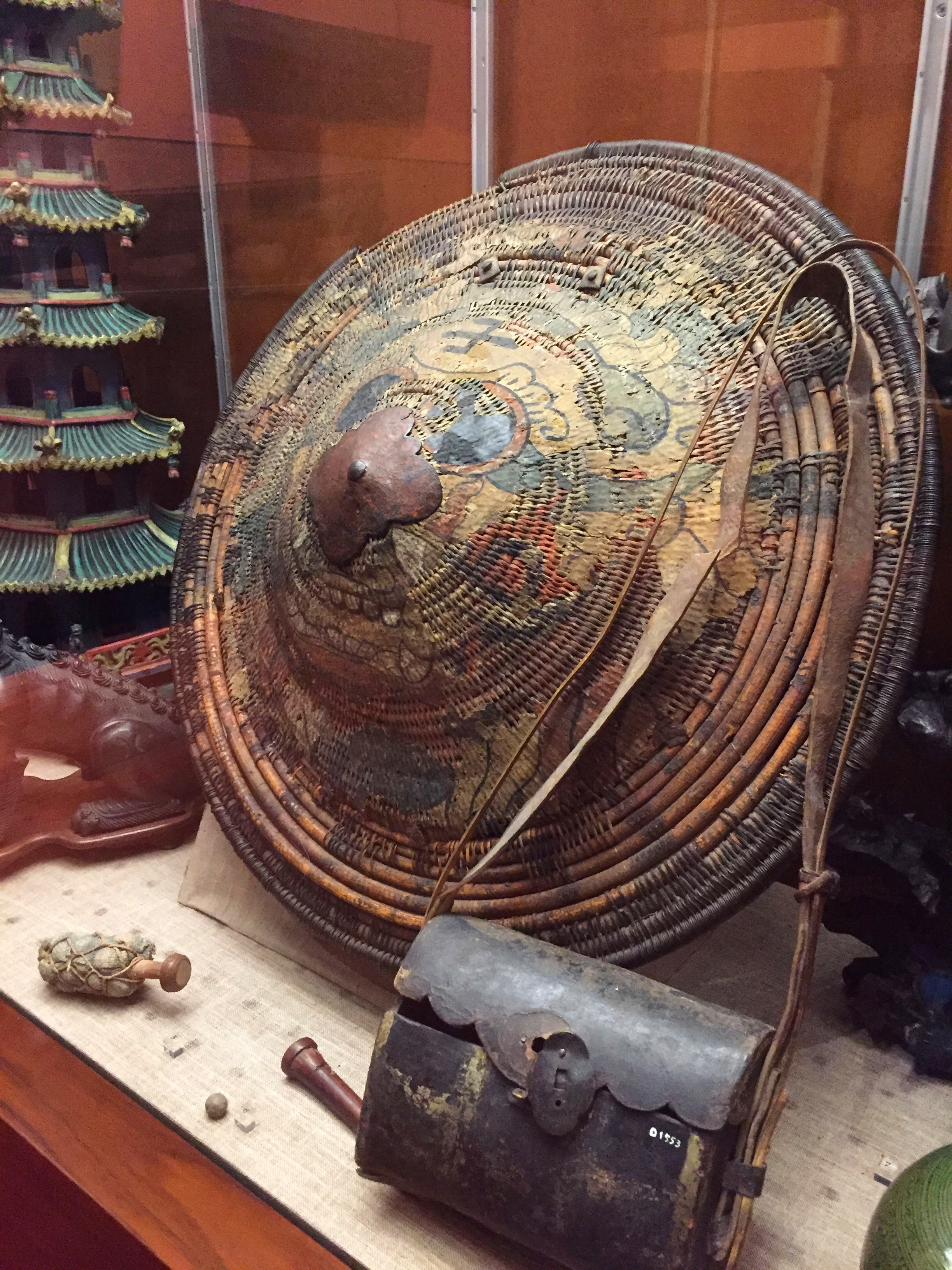
Một chiếc khiên và đạn dược thu được từ quân trú phòng trong cuộc tấn công vào thành Sài Gòn. Hiện được trưng bày ở Bảo tàng Hải quân Madrid.

Mối liên hệ chính thức đầu tiên giữa hai nước được thiết lập vào thế kỷ 19 khi Isabella II của Tây Ban Nha liên minh cùng Napoléon III của Pháp tiến hành xâm lược Đại Nam năm 1858 sau các cuộc đàn áp Công giáo ở nước này. Sau đó Tây Ban Nha rút khỏi cuộc chiến và không tham gia các sứ mệnh tiếp theo sau Chiến dịch Nam Kỳ.
Trong Nội chiến Tây Ban Nha, thông tin cho rằng đã có ba lính tình nguyện Việt Nam thuộc Lữ đoàn quốc tế từ Pháp sang Tây Ban Nha để chiến đấu cho Cộng hòa Tây Ban Nha. Trong đó có hai anh em người Hà Nội phục vụ trong Lữ đoàn 13; một người là đại đội trưởng, một người phục vụ trong ủy ban. Người còn lại đến từ Nam Kỳ tên là Văn Vọng Điệp; là đảng viên Đảng Cộng sản Pháp, đến Tây Ban Nha và làm đầu bếp cho lữ đoàn.
Sau khi Đế quốc Nhật đầu hàng, thực dân Pháp tiến hành xâm lược trở lại Đông Dương. Nhiều binh sĩ của Binh đoàn Lê dương Pháp đã trốn sang Việt Minh trong giai đoạn 1945-1954, trong số đó có các binh sĩ và hạ sĩ quan Tây Ban Nha. Người Tây Ban Nha phục vụ trong Việt Minh với tư cách là sĩ quan. Nhiều người bị thương trong cuộc chiến chống Pháp, một số chết vì môi trường rừng rậm.
Tây Ban Nha đóng một vai trò nhỏ trong Chiến tranh Việt Nam khi Francisco Franco, nhà độc tài chống cộng người Tây Ban Nha, đồng ý hỗ trợ Hoa Kỳ và Việt Nam Cộng hòa bằng cách triển khai một đơn vị y tế bí mật trong suốt cuộc chiến, phục vụ các hoạt động quân sự lẫn dân sự.
Sau khi Việt Nam thống nhất, các quốc gia trên thế giới từng bước thiết lập mối quan hệ ngoại giao với Việt Nam trong đó có Tây Ban Nha. Khi chiến tranh biên giới phía Tây Nam nổ ra, Tây Ban Nha là quốc gia kêu gọi 2 bên kiếm chế và rút quân, tới khi Việt Nam giải phóng Phnôm Pênh thì mối quan hệ trở lên lạnh nhạt do sự đối đầu tiếp tục căng thằng trở lại giữa 2 bên Tư bản và Cộng sản trong Chiến tranh Lạnh. Tây Ban Nha ủng hộ các biện pháp trừng phạt chống Việt Nam và chính thức rút đại sứ về nước đầu năm 1979. Quan hệ giữa hai nước vẫn lạnh nhạt cho đến những năm 1990.
Cuối những năm 1980 khối Đông Âu sụp đổ, nguy cơ tan rã của Liên Xô là rất lớn. Đảng Cộng sản Việt Nam tiến hành công cuộc Đổi mới, mở rộng việc bình thường hóa quan hệ với các quốc gia. Tây Ban Nha chính thức mở cửa đại sứ quán tại Việt Nam năm 1988 và ủng hộ Việt Nam trong việc bình thường hóa với các quốc gia, tổ chức quốc tế.

## Quan hệ hiện đại

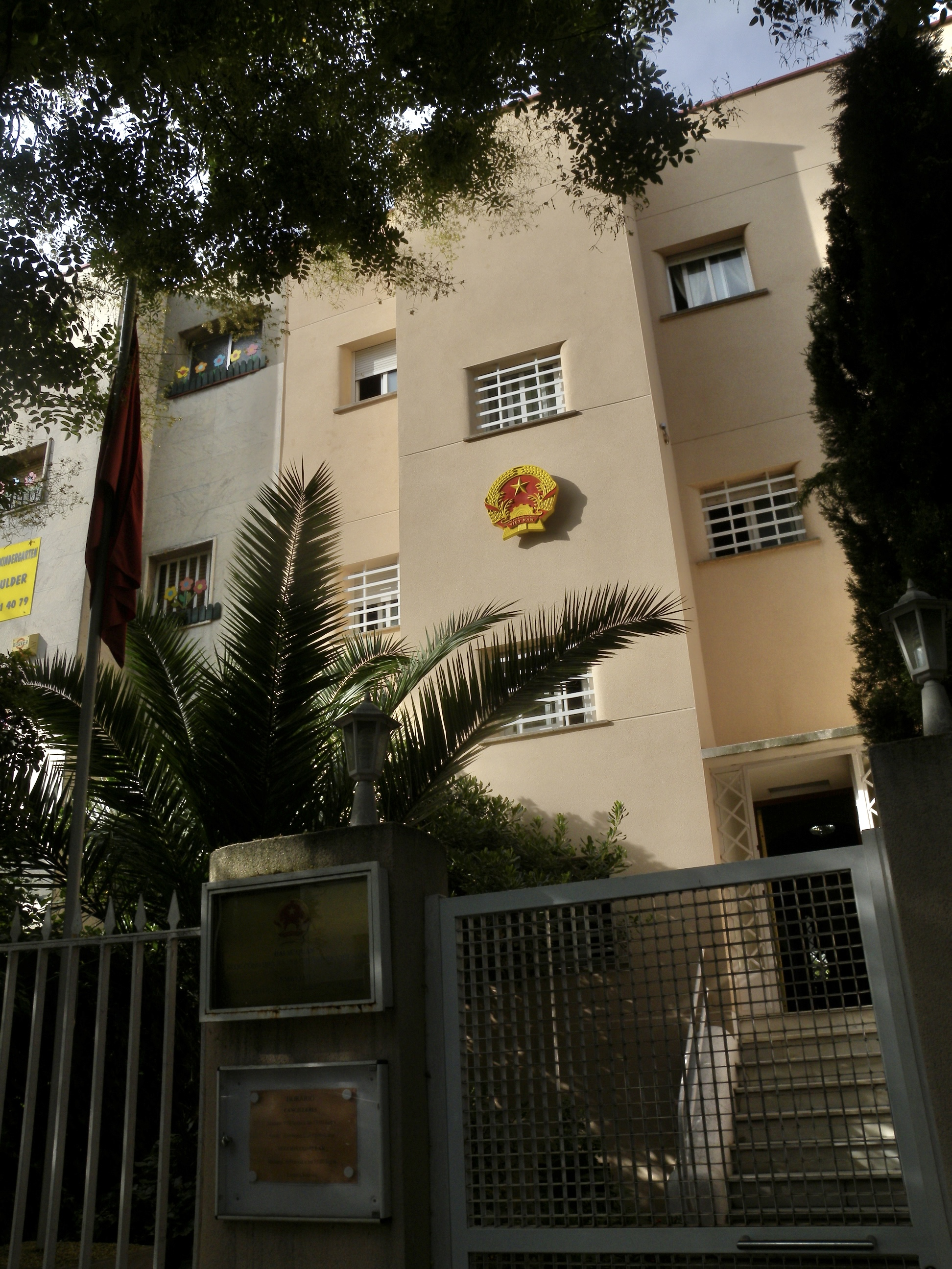
Đại sứ quán Việt Nam ở Madrid, Tây Ban Nha

Đầu những năm 2000, quan hệ ngoại giao của 2 quốc gia liên tục được ấm lên bằng các chuyến thăm qua lại của các nguyên thủ các nước. Kinh tế, văn hóa, giáo dục và khoa học kỹ thuật được hợp tác và phát triển.
Kể từ khi Chiến tranh Lạnh kết thúc, hai nước đã phát triển mối quan hệ tương đối chặt chẽ, bao gồm hợp tác kinh tế và chính trị. Tây Ban Nha cũng là một trong những nhà tài trợ kinh tế lớn nhất cho Việt Nam trong Liên minh châu Âu.
Sự mở rộng ngôn ngữ và văn hóa Tây Ban Nha cũng đã đến được Việt Nam, như các bài hát bằng tiếng Tây Ban Nha và La Liga, thường thu hút những người ủng hộ lớn của Việt Nam.

## Đại sứ quán , lãnh sự quán
- Tại Việt Nam :
- Hà Nội (Đại sứ quán)

- Tại Tây Ban Nha :
- Madrid (Đại sứ quán)